# 邪淫の館・獣人
『邪淫の館・獣人』（ じゃいんのやかた じゅうじん、 仏 - LA BÊTE 、 英 - THE BEAST ）は、1975年に製作されたフランスのエロティック・ホラー映画。ワレリアン・ボロズウィック監督作品。

## 概要
ワレリアン・ボロズウィックが、自身のオムニバス映画『インモラル物語』の１エピソードとして構想していた獣と美女の短編を、プロデューサーの説得を受けて長編映画化した作品。『インモラル物語』は当初、このエピソードを含む全5話のオムニバス作品となる予定だったが、結果的に全4話になった。日本では、主に洋画ポルノを配給していた東映洋画（東映の洋画部門）が、1978年に成人映画として劇場公開した。ポスターの惹句は、“乱欲の果て《獣愛》に狂い咲く白裸のわななき！”

## あらすじ
静かな森に囲まれた館の主・レスペランス侯爵は、動物にしか関心を示さない内向的な息子のマチュラン、厳格な叔父のバロ侯爵と住んでいた。マチュランとの縁談のため、遠縁の親戚筋であるアメリカの富豪の娘ルーシーと、その叔母のバージニアが馬車に乗って館に到着する。バロはマチュランが神の洗礼を受けたら死ぬといい、彼の結婚に反対しているが、没落貴族のレスペランスにしてみれば破産しそうな家を救うため、この縁談を何とか成功させたいと思っている。広間に通されたルーシーたちは侯爵夫人ロミルダの肖像画を目にし、彼女が遺した日記を読む。そこには熊か狼に似た獣の絵と、「私は彼と出会い、戦った」と書かれていた。息子に洗礼を受けさせるために司祭を呼んだレスペランスは、司祭に息子の秘密を知られないよう、洗礼の儀式を自分だけで行なう。バロ侯爵の兄弟という枢機卿がまだ到着しておらず、ルーシーは自室に通されて一休みする。
与えられた部屋のベッドで眠りについたルーシーは不思議な夢を見た。仔羊を追って森の中へ入った侯爵夫人ロミルダは、全身を黒い毛で覆われた熊とも狼ともつかない、身の丈２メートル以上はあろうかという野獣と出会う。ドレスを引き裂かれ、コルセットを残して裸同然になったロミルダの性器を獣が舐めると、発情で勃起した獣の生殖器から精液が垂れ始めた。背後から羽交い締めにされ、うつ伏せで倒れたロミルダの上に覆いかぶさった獣は、彼女の性器に巨大な陰茎を挿入すると、凄まじい勢いで交尾を始めた。
ロミルダは背徳的な獣姦の快感に没入し、後ろから獣の巨根で突かれて恍惚の表情を浮かべる。やがて黒い獣は彼女の性器の中で射精を始め、ロミルダは膣内に多量の精液を噴出されて歓喜の悲鳴をあげた。自らコルセットを脱ぎ捨て全裸になったロミルダは、膣内射精された性器に指を挿入して自慰したり、獣の陰茎を手足でしごいて射精を促した後、遂に陰茎に唇を付けて口淫を始める。野獣の亀頭から止まることなく溢れ出る精液を、ロミルダが舌で舐めながら夢中で飲み続けるうちに、彼女に精を搾り尽された獣は絶命してしまう。
淫夢を見ながら自慰に浸っていたルーシーが我に返り、別室のマチュランの様子を見に行くと、彼はベッドから落ちて死んでいた。動揺したルーシーが騒ぎ出したことで屋敷の中は騒然となる。叔母のバージニアが、マチュランの右手を包むギプスを壊すと、獣のような爪が生えた毛むくじゃらの手が現われる。さらに服を脱がせると、異様に毛深い身体の尻には尾が生えていた。バージニアとルーシーは「獣人だわ……獣人よ！」と叫びをあげる。恐ろしさのあまり屋敷を逃げ出す2人と入れ替わりに、バチカンから枢機卿が到着した。枢機卿は尻尾の生えた遺体に手を触れ、獣姦の罪深さを語る。獣と人が交わることも、人が獣の性器を刺激して射精させることも獣姦であると。屋敷を離れて行く車の中で、目を閉じたルーシーは再びあの光景を夢に見る。死亡した野獣を枯れ葉で覆い隠したロミルダは、裸のまま逃げるようにその場を去って行ったのだ。

## キャスト
- ロミルダ・レスペランス侯爵 - ギイ・トレジャン（英語版）
- ルーシー - リスベス・ユメール（英語版）
- マチュラン - ピエール・ベネデッティ
- バロ侯爵 - マルセル・ダリオ
- バージニア - エリザベス・カーザ
- ロミルダ侯爵夫人 - シルパ・レーン（英語版）
- クラリス - パスカル・リヴォール（フランス語版）
- 司祭 – ロナルド・アルモンテル（フランス語版）
- ジョゼフ・バロ枢機卿 – ジャン・マルティネリ（フランス語版）

## スタッフ
- 監督、脚本、編集 - ワレリアン・ボロズウィック
- 製作 - アナトール・ドーマン
- 美術 – ジャック・ドヴィーディオ（フランス語版）
- 撮影 - ベルナール・ダイレンコー、マルセル・グリニョン（英語版）
- 録音 - ジャン・ピエール・ルー
- 音楽 - ドメニコ・スカルラッティ
- 製作会社 - アルゴス・フィルム（フランス語版）

## 製作
フランスの映画プロデューサーであるアナトール・ドーマンは、アラン・フライシャーが監督する「Les Rendez-vous en forêt」を製作した。映画にもっと刺激的な要素を加えた方が良いと考えたドーマンは、ワレリアン・ボロズウィックを呼び、巨大な獣を用いたシーンの追加撮影を要請。しかしフライシャー監督は自分の作品に他人が手を加えることを断固拒否した。だが、このアイデア自体は消えることなく、ボロズウィックは自身が監督する映画『インモラル物語』 に利用することを考える。
ボロズウィックは巨大な獣の案を「ジェヴォーダンの獣の真の物語」と題した20分ほどの短編に仕立て、『インモラル物語』を全5話のオムニバスにする予定だったが、ドーマンは美女と野獣の話は独立した別の映画に活かすべきだとボロズウィックを説得。後半の夢の中のシーンに当初の構想を組み込み、ドーマンのプロデュースで長編映画『邪淫の館 獣人』を製作した。
完成した映画は1977年3月イギリスの映画審査機構BBFCに提出された。BBFCのジェームズ・ファーマンは、配給会社宛の手紙に「電話で申し上げた通り、我々はこの映画をこのまま通すには、かなりの問題があると考えています」と書いた。ボロズウィック監督の芸術性を損なうほど大量のカットが必要かも知れない懸念と、BBFCの理事会は消耗戦に巻き込まれることは望んでいないとし、事前に問題視される本作の該当場面を挙げた。それらは露骨な馬の交尾シーン、マスターベーションのクローズアップシーン、野獣が女性の股間に鼻先を突っ込むシーン、裸の女性の背後から野獣が乗しかかる描写、そして女性の胸、腹部、尻に野獣の白い精液が大量に流れるシーンなどであった。ファーマンはさらに続けて「この場面が夢の中のファンタジーである点を考慮しても、獣姦というテーマは映画の公開時に地方の自治体が受け入れてくれないだろう。あまり悪いことは考えたくないが、ボロズウィック監督とプロデューサーのドーマンは、この映画の再編集を検討する必要があると思う」と述べた。
本作の配給会社はBBFCの懸念に沿って映画の編集を試みたが、問題が広範囲に及んでいたため、カット版は1978年2月までBBFCに公開されなかった。ファーマンはカット版を鑑賞した後、審査拒否の決定を下した。配給会社宛の手紙にファーマンは以下のように記した。「ほとんど気づかれないほど巧妙にカットされた今回のバージョンでも、この映画は依然として我々に大きな困難を突きつけている。 昨日、まだこの映画を鑑賞していなかったBBFC会長のハーレック卿に見せたところ、日頃我々が審査している映画よりも刺激が強い映像と感じていた。特にオナニーの場面と、木にぶら下がったロミルダに野獣が襲いかかる場面は、国の認定を受けるためにはさらなる編集が必要だろう」。
森の中で激しい獣姦を行なうロミルダ役のシルパ・レーンは、写真家のデイヴィッド・ハミルトンに見いだされたフィンランド出身の女優で、1974年にロジェ・ヴァディム監督のエロティック・スリラー『La jeune fille assassinée』でスクリーン・デビューを果たした後、本作に抜擢された。レーンは、『ナチ(秘)女収容所／ゲシュタポ・ハーレム』を始め、70年代から80年代初頭に多くのセクスプロイテーション映画に出演したが、1999年にAIDSのため46歳の若さで他界している。

## ビデオソフト
日本国内では東芝映像ソフトからVHSカセット（発売時期不詳）が発売、　1986年に大映からレーザーディスクが発売された。2002年2月に「ノーカット・ヘア解禁版」と題してコムストック・グループから国内で初のDVD化。2016年11月には、株式会社アネックより「ヘア無修正 HDリマスター版」と題したDVDが発売された。

## 評価
レビュー・アグリゲーターのRotten Tomatoesでは、22件の評論家レビューのうち68％が肯定的な評。ガーディアン紙の映画評論家ピーター・ブラッドショーは、「間違いなくボロズウィックの最高傑作」とし、「男性の勃起した陰茎を映画で見せられないことに対するエレガントな解決策は、架空の獣の勃起した陰茎にすることだ。人生でこれまで見た中で、最も不条理な映画だが、その不条理さの中に素晴らしい何かがある」と絶賛している。BBCのデビッド・ウッドは「女性キャラクターにレイプ願望を持たせるなど男性視点のファンタジーの不快さが目に付くほか、狂ったような性欲との関連描写が長く続く下品な戯画だ。多くの欠点があるにもかかわらず、この映画は奇妙な魅力を放ち、本物のエロチシズムの瞬間を含んでいる」と書いた
2005年に米カルト・エピック社から3枚組コレクターズ仕様のDVDが発売された際、ライターのアントワーヌ・リゴーは以下のようにレビューしている。「ロミルダは森で出会った怪物にレイプされるはずだったが、話は別の方向に進む。性を解放した彼女が獣を支配する官能的なシークエンスになるが、これは理解するのが困難だ。何リットルもの精液を噴き出す巨大なペニスを持った毛むくじゃらの生き物と若い女性が戯れ、その映像とともに流れるチェンバロの音色は、なおさら意味不明で前代未聞である」。

## 反響
IMDbでは43人中36人が厳しいセックスとヌードがあると評し、「全裸の女性が薔薇の花で自慰行為をしており、外性器がクローズアップになる」、「若い女性と野獣のシーンには、頻繁な射精、クンニリングス、勃起した巨大な陰茎にしゃぶりつく女性など露骨な性描写が満載」、「女性が後背位で野獣とセックスし、獣が女性の尻に射精するシーンで、女性は快感で歓喜の表情を浮かべ、唇を舐めたり噛んだりする露骨な描写がある」、「女性が野獣の陰茎の亀頭部分を噛んだり舐めたりして射精させる短いショットは、この映画全体でもっとも不快なシーンである」などを挙げている。また、14人中9人が軽度の暴力と残酷描写があるとして、「獣によって引き裂かれた血まみれの仔羊の死体が映る」、「女性とセックスを終えた獣が死亡するシーンで、口から僅かに血が見える」を理由に挙げている。16人中6人が適度の緊迫したシーンがあると評し、「セックス描写は全体的に露骨で不快」、「映画全体が暗くて不気味な雰囲気がある」、「屋敷の人々が恐ろしい真実を知り、不穏で衝撃的な結末を迎える」などを理由にしている。